# 李景登
李景登（？—？），號瀧川，廣寧衛籍，山東益都人，明朝政治人物。

## 生平
山東辛卯科鄉試舉人。萬曆二十年（1592年），登壬辰科第三甲第一百十四名進士，历任猗氏县、宝坻县知县，仕至戶部郎中，出爲漢中府知府。

## 家族
曾祖李絅；祖父李文；父李奎。